# Leonel Schattmann
Carlos Leonel Schattmann (Viedma, 14 maggio 1987) è un cestista argentino.